# 紅手突擊隊
紅手突擊隊，成立於1972年，是北愛爾蘭的一個小型阿爾斯特忠誠主義秘密武裝，與阿爾斯特志願軍有密切聯繫。其目的是打擊愛爾蘭共和主義，尤其是愛爾蘭共和軍（IRA），並維持北愛爾蘭作為聯合王國一部分的地位。它的主要成員是青年新教徒
在北愛爾蘭問題期間他們殺害了13人，12名平民和其中一名自己的成員。
根據2000年英國政府頒布的《恐怖主義法》，它是被禁止活動的組織（他們同時宣佈停火和解除武裝）。